# ネズミの学校
『ネズミの学校』(原題：Little School Mouse、1954年5月29日)はトムとジェリーの作品の一つ。日本においては2025年1月1日以降パブリックドメインである。

## スタッフ
- 監督 - ウィリアム・ハンナ、ジョセフ・バーベラ
- 製作 - フレッド・クインビー
- 共同製作 - ウィリアム・ハンナ(クレジット無し)
- 脚本 - ウィリアム・ハンナ、ジョセフ・バーベラ(全員クレジット無し)
- 原画 - エド・バージ、アーヴン・スペンス
- レイアウト - リチャード・ビッケンバック(クレジット無し)
- 背景 - ロバート・ジェントル
- 音楽 - スコット・ブラッドリー
- 彩色プロセス - テクニカラー
- 録音プロセス - ウェスタン・エレクトリック
- 制作 - メトロ・ゴールドウィン・メイヤー・カートゥーン・スタジオ（英語版）
- 配給 - メトロ・ゴールドウィン・メイヤー、ロウズ・シアター

## 作品内容
| 「 | ジェリー・マウスにネコ対策法の教師資格があることをここに証する。マウス教授 | 」 |

ここはジェリーが創設したネズミの学校。彼の実績を示す証書が掲げられた教室でただ一人タフィーが待機していた。そこへトムに追いかけられながらジェリーが教壇に登場し、授業が始まる。「ネコはネズミを追いかけ、捕まえると食べてしまう」と教えるとタフィーは泣き出すが、「追いかけられても穴へ逃げればネコは捕まえられず悔しがる」と教えると今度は笑い出した。うまく逃げさえすればネコが相手でも怖くないのである。
早速「ネコの手マシーン(Mechanical Cat's Paw)」を使い、ネコから逃げる実技演習を行う。しかしジェリーが手本を見せようとしたところ、タフィーがヘマをしてジェリーをペチャンコにしてしまう。タフィーは独断で「授業終了」させ逃げ出すがジェリーにすぐ捕まってしまい、自ら「DUNCE(劣等生)」と書かれた三角帽を被る。
そんなタフィーに次の課題が出題される。「ネコのひげを抜いてくる」というものだ。まずジェリーは手本としてトムに気がつかれないように首尾よくひげを抜き取るが、タフィーはトムの体ごとひげを持ってきてしまう。目を覚ましたトムに追い回されるが、タフィーが勝手に巣穴の扉を閉め、外に置き去りにされたジェリーはトムにボコボコにされる。
次の課題は「ネコに気付かれないようにチーズを盗み出す」。ここでもジェリーは抜き足差し足で眠るトムを（一度起こしかけたが）やり過ごしチーズを盗み出す。一方、タフィーは眠るトムを起こし、寝ぼけたままの彼にチーズを取るよう頼んだ。結果、タフィーはジェリーが得たのよりもはるかに大きなチーズを手に入れた。
そして最終課題は「ネコに鈴をつけてこい」というもの。手本を示すジェリーは眠るトムの首に鈴を付けにいくが、実は寝たフリをしていただけのトムにコテンパンにされ、命からがら帰ってくる。一方、タフィーはプレゼント用にラッピングされた鈴入りの箱をトムにプレゼントする。中から出てきた鈴を、トムは「これ僕にくれるの？」と大喜びで自ら首に掛けた。
教師である自分よりも手柄を上げる子ネズミの姿に悔しがるジェリーは、「教師なんてやってられるか」とばかりに証書をゴミ置き場に投げ捨てた。
その後「ネコとネズミは友達でなければならない」と教え込むタフィー。そして机には教師資格を自ら放棄し「劣等生」に格下げされたジェリーと首に鈴を掛けたトムが。不機嫌な様子でタフィーの教育に抗うジェリーに反し、大いに賛成するトムはジェリーにキスをするのであった。
本作はジェリーが敗北する珍しい作品の1つとなっている。

## 登場キャラクター
トム
眠っていたところをジェリーによる課題の題材にされ、ひげを抜かれたり鈴をつけられそうになったりしたが、制裁する。一方でタフィーに対してはかなり友好的に接していた。最後はタフィーが開き直した学校の生徒になっている。
今作ではジェリーをすぐに捕まえて反撃の余地も与えずに叩きのめすなど、他の作品と比較してもかなり強い描写が多い。
ジェリー
マウス教授よりネコ対策教師としての資質を認められ、ネズミの学校を開講する。タフィーを「劣等生」と見なし3つの課題を与え、手本を見せようとするが、「首に鈴をつける」課題で騙し討ちされて逆に自分が鈴のロープで縛られる失態を犯す。その上タフィーが自身のやり方に従わずに高い成果を上げるためヤケを起こし教師資格を放棄してしまう。その結果タフィーから「劣等生」のレッテルを貼られてしまった。
タフィー
ジェリーによるネズミの学校の生徒。当初は問題児とされていたが、トムに警戒されにくい純粋かつ無邪気な性格が功を奏し課題ではジェリー以上に大きな成果を上げる。ラストではジェリーに代わって教師を務めることとなり、ネコとネズミの助け合いを説いていた。
今作から名前が「ニブルス」から「タフィー」に変更されている。

## 備考
- 作中でジェリー・タフィーが被っていた三角帽は「Dunce cap」といい、昔の米国で問題児に罰として被せたもので、「DUNCE」には「劣等生」の意味がある（字幕では「落ちこぼれ」または「バカ」、吹替では「悪い子」と訳される）。
- この作品は1948年公開の「やんちゃな生徒」と構成が非常に似ているが、今回の教師役はトムではなくジェリーである。